# ENHYPEN
Enhypen is een Zuid-Koreaanse boyband die gevormd werd door Belift Lab. De groepsleden zijn uitgekozen via de talentenjacht I-land van mediabedrijf Mnet. De groep bestaat uit de volgende zeven 7 leden: Jake, Jay, Sunoo, Heeseung, Sunghoon, Jungwon en Ni-ki.

## Geschiedenis
In juni 2020 ging de talentenjacht I-land van start met 23 kandidaten. Op 18 september 2020 werden de winnaars bekend gemaakt die samen de nieuwe groep ENHYPEN gingen vormen. Zes van de zeven leden werden gekozen door een wereldwijd publiek, terwijl 1 lid, namelijk Sunoo, werd gekozen door Bang Si-Hyuk samen met regisseurs Son Sung Deuk, DOOBU, Pdogg en Wonderkid.
ENHYPEN debuteerde op 30 november 2020 met de single Given-Taken en de EP Border: Day 1.

## Leden
- Jungwon (정원) (leider)
- Heeseung (희승)
- Jay (제이)
- Jake (제이크)
- Sunghoon (성훈)
- Sunoo (선우)
- Ni-ki (니키)